# 范家村 (章丘市)
范家村,中华人民共和国山东省济南市章丘市水寨镇所辖的一个行政村。总人口1427，其中男性718人，女性709人；农业户口1416人，非农业人口11人；18岁以下人口354人，18-35岁人口325人，35-60岁人口569人，60岁以上人口179人（2006年）。耕地面积158公顷（2006年）。行政区划代码370181106206。